# Oragua obscura
Oragua obscura är en insektsart som först beskrevs av Schröder 1959.  Oragua obscura ingår i släktet Oragua och familjen dvärgstritar. Inga underarter finns listade i Catalogue of Life.